# Австралийский доллар
Австрали́йский до́ллар (знак: $; код: AUD) — валюта Австралийского Союза, включая Острова Рождества, Кокосовые острова и Острова Норфолк, а также независимых тихоокеанских государств Кирибати, Науру и Тувалу. Делится на 100 центов. Обыкновенно сокращается знаком доллара ($), но существуют и другие варианты обозначения: A$, $A, AU$ и $AU.
Австралийский доллар является шестой самой торгуемой валютой мира (после доллара США, евро, иены, фунта стерлингов и швейцарского франка), занимая 5 % мировых валютных операций. Популярность среди торговцев валютой вызвана высокой процентной ставкой в Австралии, относительной свободой валютного рынка от правительственного вмешательства, общей стабильностью австралийской экономики и политической системы.
Для изготовления банкнот с 1988 года используется не бумага, а специальный тонкий пластик.

## История
Австралийский доллар, который является десятичной валютой, был введён в обращение 14 февраля 1966 года и заменил австралийский фунт (делившийся на 20 шиллингов или 240 пенсов), по соотношению 1 австралийский фунт = 2 австралийских доллара.
Введение новой национальной валюты было инициировано Резервным банком Австралии ещё в 1960 году. На протяжении длительного времени в стране велась подготовка, разработка макетов нового денежного знака. За это время было сделано более тысячи предложений по поводу названия валюты. В 1965 году премьер-министр Австралии Роберт Мензис предложил название «the royal». Однако оно не получило поддержки среди населения, поэтому валюта была названа долларом. На жаргоне трейдеров австралийский доллар называется «оззи» (aussie).
В 1988 году была выпущена первая полимерная банкнота.

## Монеты
В 1966 году в обращение были введены монеты достоинством 1, 2, 5, 10, 20 и 50 центов. Однодолларовая монета была выпущена в 1984 году, а монета в два доллара — в 1988 году. Монеты достоинством 1 и 2 цента были выведены из обращения в 1991 году, банкнота в 1 доллар в 1984 году, а 2 доллара — в 1988 году. Наличные расчёты ведутся округлением суммы по стандартным правилам округления до ближайшей суммы, кратной 5 центам.
Все австралийские доллары в виде монет имеют на аверсе изображение Елизаветы II и выпускаются Королевским австралийским монетным двором (англ. Royal Australian Mint).
Австралия регулярно выпускает памятные монеты достоинством 50 центов. Первая была выпущена в 1970 году в память исследования Джеймсом Куком восточного побережья австралийского континента. Затем последовали монета 1977 года, посвящённая серебряному юбилею Елизаветы II, монета 1981 года в честь свадьбы принца Чарльза и Дианы, монета 1982 года в честь Игр Содружества в Брисбене и так далее. Был также осуществлён специальный выпуск монет достоинством 20 центов и 1 доллар.
| Австралийские монеты | Австралийские монеты | Австралийские монеты    | Австралийские монеты                                       | Австралийские монеты  | Австралийские монеты  | Австралийские монеты              | Австралийские монеты | Австралийские монеты  | Австралийские монеты      | Австралийские монеты |
| Аверс                | Реверс               | Номинал                 | Технические параметры                                      | Технические параметры | Технические параметры | Технические параметры             | Описание             | Описание              | Описание                  | Дата первой чеканки  |
| Аверс                | Реверс               | Номинал                 | Диаметр                                                    | Толщина               | Вес                   | Состав                            | Края                 | Аверс                 | Реверс                    | Дата первой чеканки  |
| -------------------- | -------------------- | ----------------------- | ---------------------------------------------------------- | --------------------- | --------------------- | --------------------------------- | -------------------- | --------------------- | ------------------------- | -------------------- |
|                      |                      | 1¢ (вышла из обращения) | 17,53 мм                                                   | 1,5 мм                | 2,59 г                | 97 % медь 2,5 % цинк 0,5 % олово  | гладкий              | Королева Елизавета II | Карликовый летучий кускус | 1966                 |
|                      |                      | 2¢ (вышла из обращения) | 21,59 мм                                                   | 1,5 мм                | 5,18 г                | 97 % медь 2,5 % цинк 0,5 % олово  | гладкий              | Королева Елизавета II | Плащеносная ящерица       | 1966                 |
|                      |                      | 5¢                      | 19,40 мм                                                   | 1,3 мм                | 2,80 г                | Мельхиор 75 % медь 25 % никель    | Гуртованная          | Королева Елизавета II | Ехидна                    | 1966                 |
|                      |                      | 10¢                     | 23,60 мм                                                   | 2 мм                  | 5,65 г                | Мельхиор 75 % медь 25 % никель    | Гуртованная          | Королева Елизавета II | Большой лирохвост         | 1966                 |
|                      |                      | 20¢                     | 28,50 мм                                                   | 2,5 мм                | 11,30 г               | Мельхиор 75 % медь 25 % никель    | Гуртованная          | Королева Елизавета II | Утконос                   | 1966                 |
|                      |                      | 50¢                     | Додекагон самая короткая: 31,51 мм самая длинная: 32,00 мм | 3 мм                  | 15,55 г               | Мельхиор 75 % медь 25 % никель    | Ровная               | Королева Елизавета II | Герб Австралии            | 1966                 |
|                      |                      | $1                      | 25,00 мм                                                   | 2,56 мм               | 9,00 г                | 92 % медь 6 % алюминий 2 % никель | Гуртованная частями  | Королева Елизавета II | Пять кенгуру              | 1984                 |
|                      |                      | $2                      | 20,50 мм                                                   | 3,2 мм                | 6,60 г                | 92 % медь 6 % алюминий 2 % никель | Гуртованная частями  | Королева Елизавета II | Австралийский абориген    | 1988                 |

## Банкноты
Выпуск первых бумажных банкнот австралийских долларов был осуществлён в 1966 году. Банкноты достоинством 1, 2, 10 и 20 долларов были эквивалентами бывших австралийских фунтов. Пятидолларовая банкнота была выпущена в 1967 году, после того, как население ознакомилось с десятичной денежной системой.
В 1984 году банкнота достоинством 1 доллар была заменена монетой, а банкнота достоинством 2 доллара — в 1988 году. 50-долларовая банкнота была введена в 1973 году, а 100-долларовая — в 1984-м. Все австралийские банкноты имеют одинаковую высоту, но разную длину.
В 1988 году была выпущена первая пластиковая банкнота (она была посвящена двухсотлетию европейского заселения Австралии). В настоящее время все купюры сделаны из специального пластика.
В 2014 году Резервным банком Австралии был анонсирован выпуск банкнот нового поколения. Банкноты нового поколения будут иметь дополнительные средства защиты, а также рельефный узор для слепых и плохо видящих людей. По состоянию на конец 2020 года в обращение введены все банкноты нового образца. Банкноты старого образца будут изыматься из оборота по мере износа.
| Австралийские банкноты | Австралийские банкноты | Австралийские банкноты | Австралийские банкноты | Австралийские банкноты | Австралийские банкноты | Австралийские банкноты | Австралийские банкноты | Австралийские банкноты | Австралийские банкноты |
| Изображение            | Изображение            | Номинал                | Размеры (мм)           | Основной цвет          | Описание | Описание | Описание               | Дата                   | Дата                   |
| Аверс                  | Реверс                 | Номинал                | Размеры (мм)           | Основной цвет          | Аверс | Реверс | Окно прозрачности      | выпуска в обращение    |                        |
| ---------------------- | ---------------------- | ---------------------- | ---------------------- | ---------------------- | --- | --- | ---------------------- | ---------------------- | ---------------------- |
|                        |                        | Оригинальные $5        | 130×65                 | Бледно-розовый         | Елизавета II | Современное и старое здание австралийского парламента | Цветок эвкалипта       | 7 июля 1992            |                        |
|                        |                        | $5 с изменённым цветом | 130×65                 | лиловый/розовый        | В центре — портрет Елизаветы II; слева — ветка эвкалипта (вид лат. Eucalyptus haemastoma); справа — виньетка с изображением цветка эвкалипта. | В центре — изображения современного здания австралийского парламента и старого здания; слева — ландшафтный проект нового парламентского здания; справа — геометрические фигуры, отражающие архитектурные черты нового здания парламента.                                                                     | Цветок эвкалипта       | 24 апреля 1995         |                        |
|                        |                        | $5                     | 130×65                 | лиловый/розовый        | В центре — портрет Сэра Генри Паркса; слева — изображение школы искусств в Тентерфилде, где Генри Паркс произнёс свою речь о необходимости создания национального парламента и федеративной Австралии; отрывок из этой речи, его подпись, а также изображения государственных эмблем; справа — сцена с картины австралийского художника Тома Робертса «Открытие первого парламента Австралийского Союза», изображение Павильона Федерации, расположенного в одном из парков Сиднея, а также Королевского выставочного центра в Мельбурне. | В центре — портрет Кэтрин Хелен Спенс, подпись Спенс, микропечать со словами австралийского гимна; слева — здание государственного детского департамента, Южный Крест; справа — уменьшенные портреты пяти исторических лиц, боровшихся за создание федерации, изображение солнечных лучей, ветка акации.     | Окно в форме листка    | 1 января 2001          |                        |
|                        |                        | $10                    | 137×65                 | Голубой                | В центре — портрет Банджо Патерсона, отрывок из поэмы Патерсона «Парень со Снежной реки» (микропечать); слева — лошадь с наездником (проводится параллель с поэмой Патерсона «Парень со Снежной реки»), виньетка с ветряной мельницей; справа — бегущие необъезженные лошади, надпись «Waltzing Matilda» (австралийская народная песня, называемая «неофициальным гимном Австралии» и слова к которой написаны Патерсоном). | В центре — портрет Мэри Гилмор, слева от него — портрет постаревшей Гилмор, написанный Уильямом Добеллом, отрывки из поэмы «Никогда врагу не собирать наш урожай» (микропечать); слева — изображение волов, перевозящих шерсть, а также сельской женщины и сельской местности; справа — подпись Мэри Гилмор. | Ветряная мельница      | 1 ноября 1993          |                        |
|                        |                        | $20                    | 144×65                 | Красный                | В центре — портрет Мэри Рейби; слева — шхуна «Mercury», принадлежавшая Рейби, виньетка с изображением компаса; справа — дом на Джордж-стрит в Сиднее, принадлежавший Рейби, её подпись. | В центре — портрет Джона Флинна; слева — санитарный самолёт «Victory», на котором летал Флинн, педальный генератор, медицинская диаграмма «Где болит?»; справа — верблюд и наездник (верблюды использовались Флинном во время своей миссии в центральной Австралии).                                         | Компас и 20            | 31 октября 1994        |                        |
|                        |                        | $50                    | 151×65                 | Жёлтый                 | В центре — портрет Дэвида Юнайпона, схема прибора для стрижки овец, запатентованного Юнайпоном, введение, написанное рукой Юнайпона, к своему рассказу «Легендарные истории австралийских аборигенов»; слева — миссионерская церковь и семейная пара австралийских аборигенов; справа — виньетка с изображением созвездия Южного Креста. | В центре — портрет Эдит Коуэн, изображение матери и приёмных детей; слева — здание парламента Западной Австралии (Коуэн была депутатом этого парламента); справа — изображение Коуэн за кафедрой, читающей свою речь, посвящённую правам женщин и благополучию детей.                                        | Южный Крест и 50       | 4 октября 1995         |                        |
|                        |                        | $100                   | 158×65                 | Зелёный                | В центре — портрет Нелли Мелба; слева — изображение убранства театра, в котором играла Мелба во время своей концертной программы 1902 года, изображение актрисы на сцене, подпись Мелбы; справа — виньетка с изображением лирохвоста. | В центре — портрет Джона Монаша, его подпись; слева — изображение нагрудного знака Восходящего Солнца, Джона и осла (изображение на основе памятника в Мельбурне), кавалерия; справа — солдаты и пушка | Лирохвост и 100        | 15 мая 1996            |                        |
|                        |                        |                        |                        |                        | | |                        |                        |                        |

## Режим валютного курса

Стоимость 1 евро в австралийском долларе.

В настоящее время в Австралии используется режим свободно плавающего валютного курса. Критерием эффективности курсовой политики (курсовой якорь) выступают показатели инфляции.